# Nicylla
Nicylla Thorell, 1890 è un genere di ragni appartenente alla famiglia Salticidae.

## Caratteristiche
Thorell nel 1890 descrisse un esemplare femminile ed uno maschile.
Nei decenni seguenti l'aracnologo Simon non riuscì a trovare una collocazione di questi esemplari all'interno del genere Salticidae; fu Prószynski, nel 1968, a dare dignità di genere a questi ragni, descrivendo minuziosamente i pedipalpi e i cheliceri del maschio e trovandovi molte somiglianze con quelli di Thiania bhamoensis, il cui habitat è in territorio birmano.

## Distribuzione
L'unica specie oggi nota di questo genere è endemica dell'isola di Sumatra.

## Tassonomia
A dicembre 2010, si compone di una specie:
- Nicylla sundevalli Thorell, 1890[3] — Sumatra